# Yves Gerbault
Pour les articles homonymes, voir Gerbault.
Yves Gerbault est un journaliste français.

## Biographie
Il présentait le 12/13 de France 3 Méditerranée et était représentant du SNJ. On l'a souvent remarqué dans la série de France 3, Plus belle la vie, où il incarnait le présentateur du 12/13 et du 19/20. Il interrogeait alors Ninon Chaumette et Vincent Chaumette, qui était détenu en Centrafrique. En 2006, il avait déjà "animé" le débat Blanche Marci/Charles-Henri Picmal, en pleine campagne municipale dans la série. Il présentait La Voix est libre.

## Filmographie
- 2010 : Plus belle la vie prime-time Cavale au Mistral - journaliste
- 2008 : Plus belle la vie (saison 4) - journaliste
- 2006 : Plus belle la vie épisode 439 (saison 2) - journaliste